# 卢格杜努姆
卢格杜努姆是一个高卢城市，即现今的法国里昂。卢格杜努姆于公元前43年由卢基乌斯·穆纳提乌斯·普兰库斯作为古罗马殖民地而建。公元前27年起的几个世纪里，卢格杜努姆都是高卢行省的首府以及西部罗马的最重要城市之一。皇帝克勞狄一世和卡拉卡拉出生在卢格杜努姆。公元69年至192年，卢格杜努姆城市人口达到5万至10万，历史学家阿尔贝·格勒尼耶更估计有20万。